# Sand (Todtenweis)
Sand ist ein Gemeindeteil von Todtenweis im schwäbischen Landkreis Aichach-Friedberg in Bayern. Das Dorf liegt circa einen halben Kilometer westlich von Todtenweis.

## Bau- und Bodendenkmäler
- Katholische Feldkapelle
- Burgstall Sand (Todtenweis)